# Šaronje
Šaronje (szerbül: Шароње), település Szerbiában, a Raškai körzet Novi Pazar községében.

## Népesség
- 1948-ban 538 lakosa volt.
- 1953-ban 574 lakosa volt.
- 1961-ben 581 lakosa volt.
- 1971-ben 533 lakosa volt.
- 1981-ben 459 lakosa volt.
- 1991-ben 397 lakosa volt.
- 2002-ben 398 lakosa volt, akik mindannyian szerbek.